# Phénomène critique
Pour les articles homonymes, voir Critique.

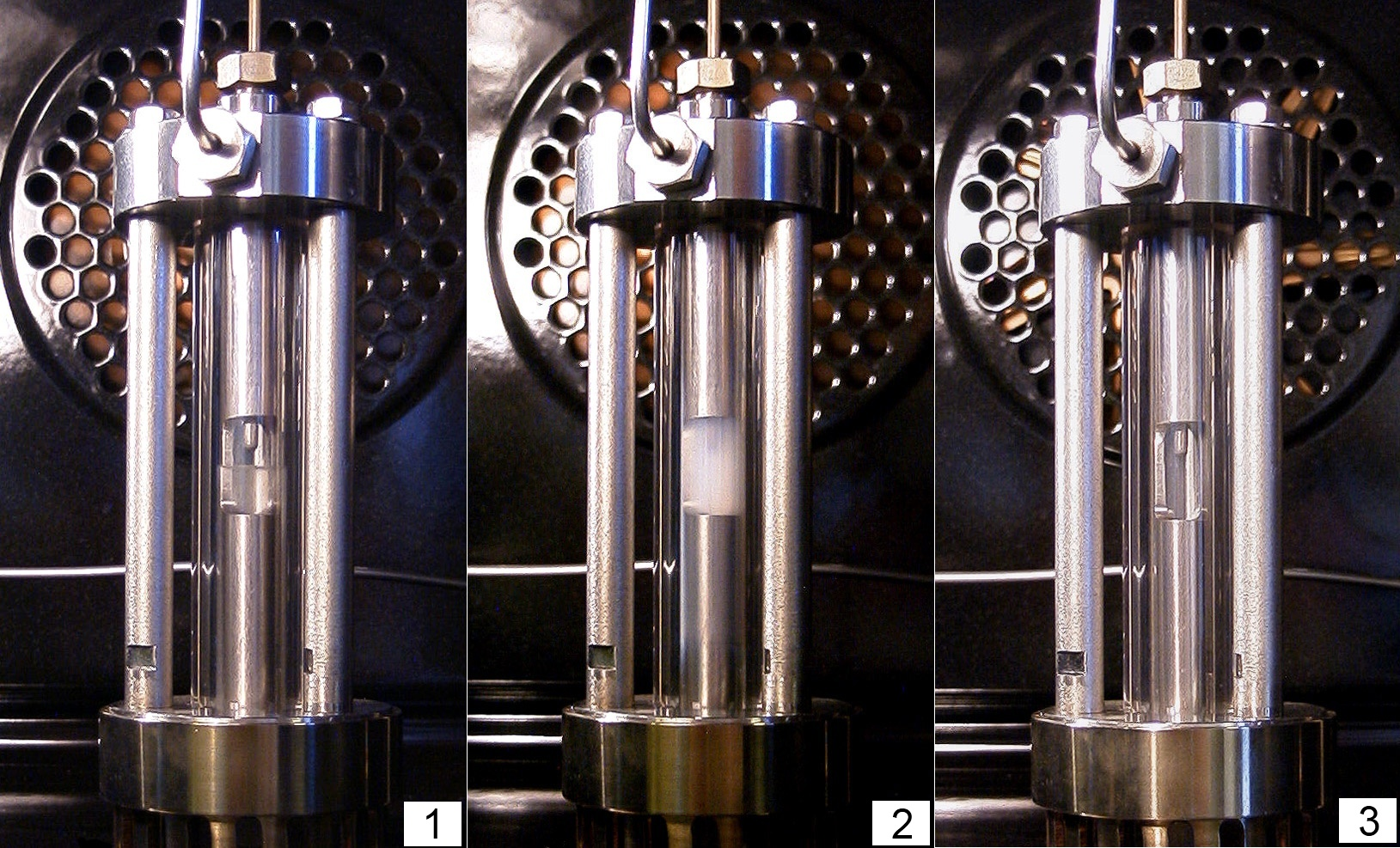
Point critique de l'éthane : 1. état subcritique, liquide et gaz ; 2. opalescence critique ; 3. fluide supercritique.

En physique, un phénomène critique est un phénomène associé à une transition de phase du deuxième ordre d'un système thermodynamique. Par exemple la transition de phase ferromagnétique et le comportement au voisinage du point critique liquide-gaz. La plupart des phénomènes critiques proviennent d'une divergence de la longueur de corrélation (en) ou d'un ralentissement de la dynamique. Les phénomènes critiques présentent des relations d'échelle entre différentes grandeurs, une forme d'universalité et un comportement fractal.
Le comportement critique diffère de l'approximation du champ moyen— ou théorie du champ moléculaire, valable en dehors des transitions de phase, qui néglige les corrélations — car les corrélations deviennent de plus en plus importantes lorsque le système approche du point critique. De nombreuses propriétés du comportement critique d'un système peuvent être décrites dans le cadre du groupe de renormalisation.

## Divergences au point critique
Le modèle d'Ising du ferromagnétisme en deux dimensions avec des spins pouvant prendre deux positions : +1 et -1, peut servir d'exemple pour expliquer l'origine physique des phénomènes critiques.
En dessous de la température de Curie ou température critique Tc, le système présente un ordre ferromagnétique à grande échelle ; au-dessus, il est paramagnétique et apparemment désordonné : 
- à la limite, à la température zéro, le système ne peut prendre qu'un seul signe global, +1 ou -1 ;
- en dessous de Tc, le système est encore dans un état globalement magnétisé mais des grappes du signe opposé apparaissent. Lorsque la température augmente, ces grappes commencent à contenir elles-mêmes de plus petites grappes de signe opposé. Leur taille typique, notée {\displaystyle \xi } est la longueur de corrélation (en) et croît avec la température jusqu'à ce qu'elle diverge à Tc ;
- au-dessus de Tc, le système devient un amas de grappes qui n'a plus de magnétisation globale. Le système est alors globalement désordonné mais il contient des grappes ordonnées ; la longueur de corrélation (la taille typique des grappes ordonnées) diminue maintenant avec la température et à la limite, à une température infinie, le système devient complètement désordonné et la longueur de corrélation redevient nulle.

Plus généralement, au point critique, la longueur de corrélation tend vers l'infini lorsque la température tend vers la température de Curie Tc : la longueur de corrélation diverge.
Parmi les grandeurs qui peuvent diverger, la plus importante est la susceptibilité magnétique. Un trop petit champ magnétique ne suffit pas généralement pour magnétiser un système formé d'un grand groupe cohérent, mais tout change au point critique avec les grappes fractales. Le champ affecte facilement les plus petites grappes car elles ont un comportement presque paramagnétique. Ce changement, à son tour, affecte les grappes d’échelle suivante et la perturbation gravit l’échelle jusqu'à ce que tout le système change radicalement. Les phénomènes critiques sont de ce fait très sensibles aux changements mineurs de l’environnement. 
D'autres grandeurs telles que la capacité thermique peuvent également diverger. Toutes ces divergences découlent de celle de la longueur de corrélation.

## Exposants critiques et universalité
À l’approche du point critique, les grandeurs du système divergent comme des lois de puissance où typiquement les exposants restent identiques en dessous et au-dessus de Tc . Ces exposants, appelés exposants critiques, prennent les mêmes valeurs pour des systèmes physiques très différents. Cette étonnante universalité s'explique qualitativement et quantitativement par le groupe de renormalisation . 

## Dynamique critique
Les grandeurs dynamiques, tout comme les grandeurs statiques, présentent des divergences.
La divergence du « temps » caractéristique d'un système, notée {\displaystyle \tau }, est en fait directement liée à la longueur de corrélation (en) thermique {\displaystyle \xi } par la relation {\displaystyle \tau =\xi ^{\,z}}.
Les « classes d'universalité statiques » d'un système se partagent en différentes « classes d'universalité dynamiques » avec des valeurs différentes de l'exposant dynamique z pour le même comportement critique statique.
On peut observer des phénomènes de ralentissement de toutes sortes à l'approche du point critique.

## Non ergodicité
Contrairement à l'hypothèse ergodique qui suppose qu'un système explore tout l'espace des phases à une température donnée (chaque état ayant une certaine probabilité d'apparition), dans un ferromagnétique d'Ising en dessous de Tc, et même juste en dessous de Tc, le système choisit une aimantation globale. L'espace des phases est divisé en deux régions et le système ne peut passer d'une région à l'autre qu'en appliquant un champ magnétique ou en élevant la température au-dessus de Tc.

## Outils mathématiques
Le principal outil mathématique pour étudier les points critiques est le groupe de renormalisation qui, à l'image des poupées russes, se sert de l'autosimilarité pour expliquer l'universalité et prédire numériquement les exposants critiques. De plus, la théorie de la perturbation variationnelle (en) qui convertit des expansions de perturbation divergentes en expansions convergentes au couplage fort, est pertinente pour les phénomènes critiques. Dans les systèmes à deux dimensions, une théorie conforme des champs est un outil puissant qui a permis de découvrir de nombreuses propriétés nouvelles, ce type de théorie utilise le fait que l'invariance d'échelle accompagnée de quelques autres conditions conduit à un groupe de symétrie infini. 
Dans la théorie du groupe de renormalisation, la criticité se caractérise par la longueur de corrélation {\displaystyle \xi } qui devient infinie. Cela peut se produire le long de « lignes critiques » dans l'espace des phases et cause l'opalescence critique observée lorsqu'un mélange de fluides approche de son point critique.
Dans les systèmes en équilibre, on n'atteint le point critique qu’en réglant précisément les paramètres de contrôle. Dans certains systèmes hors d’équilibre en revanche, le point critique s'avère un attracteur de la dynamique, on parle dans ce cas de criticité auto-organisée.

## Applications
Des applications des phénomènes critiques existent non seulement en physique et en chimie mais aussi dans des domaines tels que la sociologie. Par exemple, il est naturel de décrire un système de deux partis politiques selon un modèle d'Ising et, lors du passage d’une majorité à l’autre, des phénomènes critiques tels que ceux décrits plus haut peuvent apparaître.